# Mariah Kanninen
Linda Maria Kanninen, född 20 november 1978 i Stora Tuna församling, Dalarna, är en svensk dansare och skådespelare.
Hon har bland annat medverkat i Dramaten-uppsättningar, bland annat i Jon Fosses En sommardag, i regi av Gunnel Lindblom. Kanninen har också medverkat i TV-serier och filmer som Stockholmsyndromet och Olivers äventyr. I filmen Wallander – Prästen spelar hon den religiösa fanatikern Anna Roos. Hon var också en deltagare i SVT-serien TV-stjärnan och är en av grundarna till Teater Stella. Kanninen har även medverkat i ett antal av Balettakademins uppsättningar.
Kanninen medverkade 2011 i Björn Runges långfilm Happy End, vilken som första svenska film någonsin blev uttagen till huvudtävlan i Filmfestivalen i San Sebastián.

## Filmografi
- 2009 – Wallander – Prästen
- 2011 – Happy End
- 2012 – Mellem træerne
- 2012 – Light in the Dark
- 2012 – Dust Box
- 2013 – Kommissarien och havet (TV-serie)
- 2014 – Dipsomania
- 2014 – Faust 2.0

2015, Arne Dahl

## Teater

### Roller (ej komplett)
| År   | Roll   | Produktion                            | Regi          | Teater   |
| ---- | ------ | ------------------------------------- | ------------- | -------- |
| 2006 | Sophie | Kärlek och politik Friedrich Schiller | Hilda Hellwig | Dramaten |